# Balkhausen (Kerpen)
Balkhausen is een plaats in de Duitse gemeente Kerpen, deelstaat Noordrijn-Westfalen, en telt 2.537 inwoners (2020).
De plaats Balkhausen vormde samen met Brüggen en Türnich tot 1975, toen ze bij een gemeentelijke herindeling aan Kerpen werd toegevoegd, de gemeente Türnich.
Ook nadien kan men Türnich in het noordwesten, Balkhausen in het midden en Brüggen in het zuidoosten wel beschouwen als één, ongeveer 17.500 hectare oppervlakte beslaande, plaats. De drie dorpen zijn door nieuwbouw uit de periode na 1970 aan elkaar vastgegroeid.
Door de drie dorpen, die ten oosten van de Autobahn A61 liggen, loopt één oude dorpsstraat (de Landstraße 163). Deze loopt ongeveer over het tracé van een oude Romeinse heirbaan van Bonn naar Neuss. Tussen de drie dorpen en de A 61 loopt de Erft. Het dal van dit (niet bevaarbare) riviertje is vanwege de aanwezigheid van zeldzame vogels, planten en insecten ecologisch waardevol. Hier en daar is het Erftdal natuurreservaat, op andere plekken kan men er mooi wandelen.
In de middeleeuwen behoorde Balkhausen tot het Graafschap Gulik, later het Hertogdom Gulik. Leenvrouwe van de graven, later hertogen, van Gulik was de abdis van het Sticht Essen. Na de Napoleontische tijd kwam het aan de gemeente Türnich in Pruisen. In de 19e eeuw en de vroege 20e eeuw werden de drie Türnicher dorpen gekenmerkt door fabricage van baksteen in steenfabrieken langs de Erft en door de bruinkoolwinning in de regio.
Op 19 juni 1962 gebeurde ongeveer 1 km van Balkhausen vandaan een ernstig ongeval met militaire vliegtuigen van de Bundesluftwaffe. Een te Nörvenich opgestegen squadron kunstvliegers verongelukte tijdens een oefenvlucht. Drie van de vier Starfighters boorden zich praktisch verticaal in de grond, het vierde toestel stortte 300 m verderop neer. Alle vier de piloten kwamen daarbij om het leven.